# Adolf Weidlich
Adolf Weidlich, též Adolf Joseph Weidlich (21. června 1817 Loket –  9. února 1885 Praha) byl český malíř podobizen, krajin a oltářních obrazů, učitel na německém gymnáziu a německé reálce v Praze. 

## Život
Narodil se v rodině Jana (Johanna) Weidlicha, učitele v Loktu, a jeho manželky Marie. Pokřtěn byl Vinzenc Adolf.
Navštěvoval pražskou Akademii, kde byl žákem Christiana Rubena a Františka Tkadlíka. Svá díla počal vystavovat v roce 1842. V listopadu 1847 žádal o stipendium, které vypsal Alois Klar, protože však dal přednost učitelské dráze před uměleckou, svou žádost v říjnu následujícího roku stáhnul.
V letech 1854–1872 vyučoval kreslení na akademickém gymnáziu v Praze. Od roku 1861 byl též učitelem kreslení na německé vyšší reálce v Praze.
Podle životopisného slovníku Neues allgemeines Künstler-Lexikon (vydáno 1886) se jeho nová díla přestala objevovat na veřejnosti od roku 1851, autor slovníku dokonce nevěděl, zda Adolf Weidlich ještě žije.
Jako příčina smrti bylo uvedeno ochabnutí plic (Lungenlähmung), pochován byl na Olšanských hřbitovech.

### Rodinný život
S manželkou Marií, rozenou Mühlwenzlovou (1825–1889) měl čtyři děti. Rodina žila na Starém Městě pražském.

## Dílo
Jeho malby byly především historické kompozice či malby s biblickým námětem. Adolf Weidlich byl posmrtně hodnocen nejvýše ze žáků Františka Tkadlíka.

## Galerie

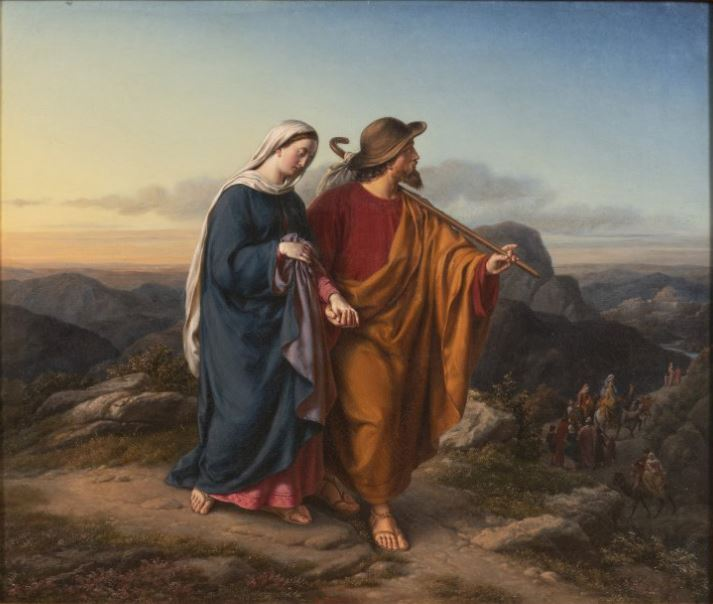
Adolf Weidlich: Cestou do Betléma
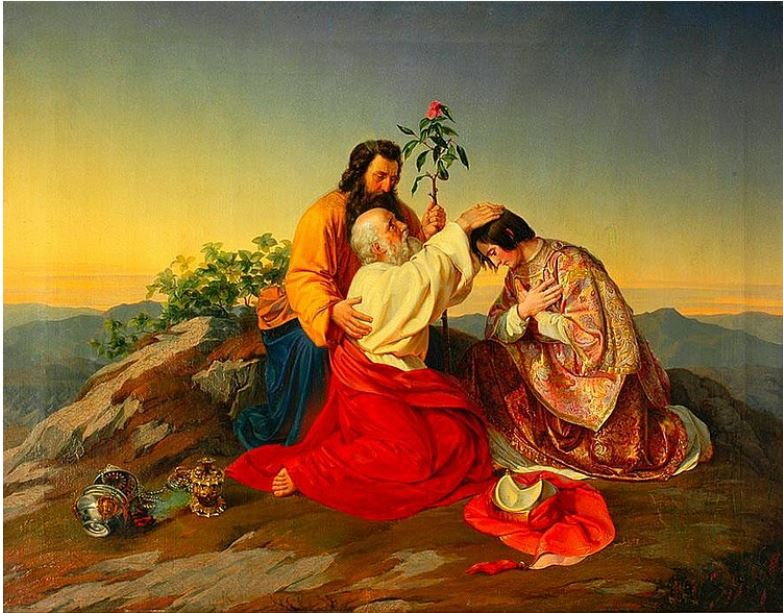
Adolf Weidlich: Požehnání na hoře (1842)
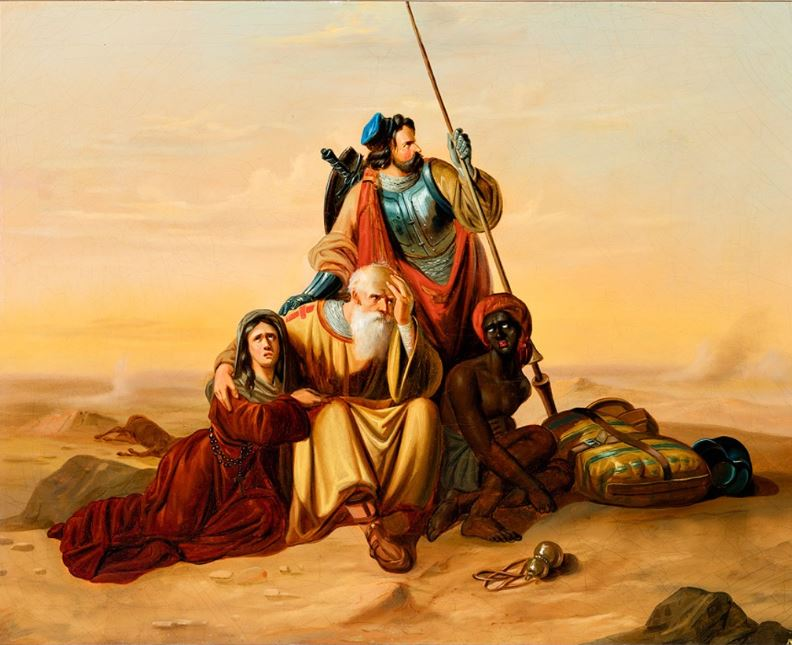
Adolf Weidlich: Biblická scéna

## Zajímavosti
- Adolf Weidlich učil mezi jinými na malostranském gymnáziu ve školním roce 1848/1849 Jana Nerudu a je podepsán na jeho vysvědčení.[10]
- Plánovaný sňatek Adolfa Weidlicha komentovala Amálie Mánesová v dopise z roku 1845 bratru Josefu Mánesovi nevybíravě: „Weidlich pravděpodobně opustí umění; ožení se s dcerou profesora Milwenzla a hledá místo učitele kreslení na odborné škole. Co tomu říkáš? To děvče se mi pranic nelíbí. Má postavu jak almara a krátký krk.“[11]